# Змішане страхування життя
Зм́ішане страхув́ання житт́я — вид страхування життя, який об'єднує в одному договорі кілька самостійних договорів страхування, зокрема три випадки: дожиття до закінчення строку страхування, смерть застрахованого, втрата здоров'я від нещасних випадків та хвороби [1;4].

## Види змішаного страхування життя
Виділяють такі види змішаного страхування життя:
- індивідуальне та колективне;
- страхування дітей, страхування до повноліття та страхування до шлюбу.

При страхуванні дітей страхувальниками виступають батьки або інші родичі дитини, а застрахованим - дитина від дня її народження до 18 років. Термін страхування визначається як різниця між віком 18 років та віком (у повних роках) застрахованого при укладенні договору.

При страхуванні до шлюбу договір укладається на користь дітей,вік яких не перевищує 15 років, та котрі постійно проживають в Україні [3].

## Страхові виплати за змішаного страхування життя
При страхуванні на дожиття до закінчення договору страхування страхувальник отримує повну страхову суму, на яку було укладено договір, незалежно від того, отримував він страхові суми у зв'язку з нещасними випадками впродовж дії договору, чи ні.

У разі смерті застрахованого в період дії страхового договору страхова сума в розмірі 100% виплачується правонаступнику, зазначеному в договорі страхування. 

При страхуванні від нещасних випадків з настанням страхової події застрахований отримує певний відсоток від страхової суми залежно від ступеня втрати здоров'я. Отримання страхової суми за страховим договором від нещасних випадків не залежить від виплат, на які має право страхувальник з державного соціального та пенсійного забезпечення [3].

Нещасними випадками за цим видом страхування вважаються:
- утоплення;
- опіки, враження блискавкою або електричним струмом;
- обмороження;
- гострі отруєння газами або парами, отруйними та хімічними речовинами, ліками, харчовими продуктами.

При страхуванні дітей страхова сума виплачується застрахованому в разі нещасного випадку, що стався в період дії договору (певний відсоток), та при дожитті дитини до 18 років.
При страхуванні до шлюбу страхова сума виплачується застрахованому при його вступі до законного шлюбу в період з дня закінчення строку страхування до досягнення 21 року. При не вступі до шлюбу страхова сума виплачується по дожитті застрахованого до 21 року.
Страховик звільняється від виплати страхової суми, якщо смерть застрахованого сталася від онкологічної чи серцево-судинної хвороби протягом перших 6 місяців дії договору. Не несе відповідальності страховик і за умов, коли причиною смерті стали злочинні дії застрахованого, наркотичне чи алкогольне сп'яніння та самогубство [3].

## Особливості договору змішаного страхування життя
При проведенні змішаного страхування життя страхувальник і застрахований можуть бути однією особою, якщо договір страхування страхувальник укладає відносно своєї особи. Страхувальником при змішаному страхуванні життя є тільки фізичні особи.
Договори змішаного страхування життя укладаються з громадянами віком від 18 до 75 років строком на 3, 5, 10, 15 або 20 років. Розмір страхової суми визначає страхувальник. Термін страхування визначається угодою сторін, але для України він має бути не менше трьох років.
Факт укладення договору страхування засвідчується страховим полісом (свідоцтвом). У страховому полісі вказуються строк дії договору страхування, його початок і закінчення, страхова сума, розмір страхового внеску, а також особа (особи), яка в разі смерті застрахованого має право одержати страхову суму (вигодонабувач)[2].

## Обмеження щодо здійснення змішаного страхування життя
Обмеженнями для страхувальника щодо здійснення змішаного страхування життя є захворювання на невиліковні хвороби: 
- СНІД;
- онкологія;
- тяжкі хронічні захворювання.

Страховик, як правило, не укладає такі договори з непрацюючими інвалідами І групи [3].